# José Báguena Candela
José Báguena Candela (València, 22 d'abril de 1924 - 1990) fou un metge i polític valencià.

## Trajectòria
Llicenciat en Medicina i Cirurgia per la Universitat de València el 1947 i també doctor. Va ampliar estudis en la Medicinische Universitätsklinik, de Zúric (1951 i 1956). El 1967 fou catedràtic de Patologia i Clíniques Mèdiques i catedràtic extraordinari de Genètica Mèdica de la Facultat de Medicina de València, des de 1969. Alhora fou Procurador en Corts des de desembre de 1972 fins a juny de 1976 com a Rector de la Universitat de València. En començar el curs 1972-1973, seguint instruccions de la Direcció General de Seguretat i del Ministeri d'Educació, va expedientar i 312 estudiants i diversos professors i va cessar la majoria del Patronat de la Universitat Literària. Això provocaria la dimissió del seu vicepresident, Adolfo Rincón de Arellano y García i una forta contestació social.
Fou cap del departament de Genètica de l'Institut d'Investigacions Citológiques de la Caixa d'Estalvis i Mont de Pietat de València i Vocal del Consell Superior de Protecció de Menors. A les eleccions generals espanyoles de 1979 fou senador per la UCD per la província de València. El març de 1982 fou nomenat director únic per a la síndrome tòxica. Després de l'ensulsiada de la UCD abandonà l'activitat política per a dedicar-se a la medicina fins que va morir d'un atac de cor a València el 1990.